# Robert Senelle
Robert Senelle (Schaarbeek, 8 september 1918 – Ukkel, 13 februari 2013) was een Belgisch academicus en grondwetspecialist.

## Biografie
Senelle werd door oorlogsomstandigheden geboren in Schaarbeek, maar groeide op in Vilvoorde. Hij studeerde rechten en nadien notariaat aan de ULB en ging daarna werken aan de balie van Brussel. Na de bevrijding werd hij in 1946 rechter aan de rechtbank van eerst aanleg in Leuven om in 1947 burgerlijk magistraat te worden bij de krijgsraad. Zijn carrière zette hij verder door in 1949 auditeur bij de Raad van State te worden, wat hem in contact bracht met vele mensen die hij later kon gebruiken in zijn carrière.
Toen Achiel Van Acker in 1954 premier werd, was Senelle, zelf uit een rood nest, zijn adjunct-kabinetschef. Hij werkte gedurende die legislatuur zich op tot hoofd van dat kabinet. Na de val van Van Acker richtte hij zich op zijn academische carrière aan de UGent, toen nog RUG. Hij werd benoemd tot gewoon hoogleraar constitutioneel recht. Na verloop van tijd groeide Senelle uit tot een van de meest bekende grondwetspecialisten in de media. Gedurende twee jaar maakte hij ook prins Filip van België wegwijs in het Belgische grondwettelijk stelsel.

## Visie op het Belgisch Staatsbestel
Professor Senelle was een overtuigd federalist. Hij meende dat het stelsel van gemeenschappen en gewesten moest vervangen worden door twee deelstaten, Vlaanderen en Wallonië, met een ruime autonomie, eigen fiscale bevoegdheden en sociale zekerheid. Het Brussels Hoofdstedelijk Gewest zou dan een autonome tweetalige regio worden waarbij de bevoegdheden over cultuur, onderwijs en persoonsgebonden materies aan de twee deelstaten toekomt. Ook de Duitstalige Gemeenschap zou een autonome regio moeten worden. Het Belgische federale stelsel is, aldus Senelle, onvolmaakt en moet vervolledigd worden. Verdere stappen in de staatshervorming zijn noodzakelijk om de toekomst van het land veilig te stellen. Indien Wallonië zou weigeren aan dit proces mee te werken moet het Vlaams Parlement eenzijdig Vlaanderen uitroepen als autonome deelstaat van het Koninkrijk België en de nodige bevoegdheden naar zich toe halen. Voorts pleit professor Senelle voor een strikt neutraal vorstenhuis met minimale bevoegdheden maar zonder het prestige van de koning aan te tasten.

## Onderscheidingen
- UBEMA-AWARD: op 21 maart 2005